# Ulrich Tukur
Ulrich Tukur, nacido como Ulrich Gerhard Scheurlen (Viernheim, Hesse, 29 de julio de 1957), es un actor y músico alemán.

## Biografía
Pasó su juventud en Hanover donde se graduó en 1977. También cursó estudios en Boston donde conoció a su primera esposa, Amber Wood, madre de sus hijas Marlene y Lilian. Luego estudió en la Universidad de Tübingen y actuación en la Staatliche Hochschule für Musik und Darstellende Kunst de Stuttgart en 1980.
En 1983 actuó en teatro en Heidelberg y luego protagonizó  Die Weiße Rose, de Michael Verhoeven donde encarnó a Willi Graf, uno de los miembros de La rosa blanca.
Un año después trabaja en teatro con el director Peter Zadek en el Freie Volksbühne de Berlín en la obra Ghetto. 
Desde 1985 a 1995 fue miembro estable del Deutsches Schauspielhaus en Hamburgo, protagonizó Julio César de William Shakespeare, Hamlet, y Lulu de Frank Wedekind. 
En 1986 fue elegido actor del año por los críticos de teatro alemanes. 
De 1995 a 2003 fue director del Hamburger Kammerspiele.
En 1995, fundó el grupo musical "Ulrich Tukur & the Rhythmus Boys".
En 2000 interpretó al opositor al nazismo Kurt Gerstein en la película de Costa-Gavras Amén. Curiosamente, preparando el personaje Tukur descubrió que había vivido en la misma ciudad, la misma calle y el mismo número que Gerstein, pero dos pisos más arriba.
Se casó por segunda vez con la fotógrafa Katharina John, viven desde 1999 en la isla de Giudecca en Venecia, Italia.

## Premios
- 1984 O.E. Hasse Preis
- 1985 Boy-Gobert-Preis
- 1986 Schauspieler des Jahres (Actor del año) y Oso de Oro del Berlinale por Stammheim.
- 1996 Goldene Kamera y Insel-Kunstpreis Hamburg
- 2000 Adolf Grimme Awards
- 2004 Deutscher Fernsehpreis al mejor actor
- 2006: Deutscher Filmpreis – mejor actor secundario por La vida de los otros
- 2009: Bayerischer Filmpreis 2008 Best actor en John Rabe
- 2009: Deutscher Filmpreis por Best leading actor in John Rabe
- 2009: Bernhard-Wicki-Filmpreis|Friedenspreis des Deutschen Films

## Filmografía
| Año  | Título                             | Personaje            | Director                                             |
| ---- | ---------------------------------- | -------------------- | ---------------------------------------------------- |
| 1982 | Die Weiße Rose                     |                      | Michael Verhoeven                                    |
| 1983 | Die Schaukel                       |                      | Percy Adlon                                          |
| 1984 | Die Story                          |                      | Eckhart Schmidt                                      |
| 1986 | Stammheim                          |                      | Reinhard Hauff                                       |
| 1988 | Felix                              |                      | Helma Sanders-Brahms, Margarethe von Trotta          |
| 1989 | Das Milliardenspiel                |                      | Peter Keglevic                                       |
| 1992 | Die Spur des Bernsteinzimmers      |                      | Roland Gräf                                          |
| 1992 | Das letzte U-Boot                  |                      | Frank Beyer                                          |
| 1993 | Wehner / Die unerzählte Geschichte |                      | Heinrich Breloer                                     |
| 1994 | Felidae                            |                      | Michael Schaack                                      |
| 1995 | Mutters Courage                    |                      | Michael Verhoeven (autobiografía de George Tabori)   |
| 1995 | Nikolaikirche                      |                      | Frank Beyer                                          |
| 2000 | Bonhoeffer                         | Dietrich Bonhoeffer  | Eric Till                                            |
| 2001 | Taking Sides                       |                      | István Szabó                                         |
| 2002 | Amen.                              |                      | Costa-Gavras (basado en El vicario de Rolf Hochhuth) |
| 2002 | Solaris                            |                      | Steven Soderbergh                                    |
| 2004 | Stauffenberg                       | Henning von Tresckow | Jo Baier                                             |
| 2005 | Die Nacht der großen Flut          |                      | Raymond Ley                                          |
| 2005 | La vida de los otros               | Tcol. Anton Grubitz  | Florian Henckel von Donnersmarck                     |
| 2007 | Ein fliehendes Pferd               |                      | Rainer Kaufmann                                      |
| 2007 | Das Schneckenhaus                  |                      | Florian Schwarz                                      |
| 2007 | 42plus                             |                      | Sabine Derflinger                                    |
| 2007 | Mein alter Freund Fritz            |                      | Dieter Wedel                                         |
| 2008 | Nordwand                           |                      | Philipp Stölz                                        |
| 2008 | Séraphine (Séraphine Louis)        | Wilhelm Uhde         | Martin Provost                                       |
| 2009 | John Rabe                          | John Rabe            | Florian Gallenberger                                 |
| 2009 | La cinta blanca                    |                      | Michael Haneke                                       |
| 2009 | Eden in West                       |                      | Costa-Gavras                                         |
| 2012 | Rommel                             |                      | Nikolaus Stein von Kamienski                         |